# لطف علي معدل
لطف علي خان بن أسعد الملك الشيرازي لقب بـمُعَدِّل السلطنة (1898 - 27 فبراير 1958) سياسي وصحفي إيراني. 

## حياته
ولد عام 1898/ 1315 هـ في شيراز حيث أتم تعليمه الابتدائي والاعدادي بها ثم التحق بالمدرسة الثانوية في طهران. وتزامنت تعليمه العالي مع الحرب العالمية الأولى ورجع إلى مسقط رأسه بعد إنهاء دراسته من أوروبا. بعد عودته عين محافظا لمدينة شيراز في 1931. كان نائبا من شيراز في المجلس شورى الوطني من عام 1935 حتى 1949. ثم نائب رئيس الوزراء من 13 يونيو 1948 حتى 9 نوفمبر 1948 في الحكومة قصيرة الأجل لعبد الحسين هَجير.

وبعد هذه الفترة القصيرة، ابتعد عن السياسة ورجع إلى مسقط رأسه ودخل مجالات الثقافي وصحفي. كان بيته من صالونات أدبي في شيراز واشتهر بحبه للشعر والشاعر حافظ الشيرازي. كتب مقالات في الصحف شيراز وطهران واهتم بدراسة الشؤون الثقافية والتاريخية المحلية. ترأس جمعية الكتاب والصحفيين فارس لسنوات عديدة.

لم يتزوج لطف علي معدّل أبدا ومات يوم 27 فبراير 1958/ 7 شعبان 1377 بسبب نوبة قلبية في شيراز ونقل جثمانه إلى النجف ودفن في مقبرة العائلة، جوار والدته ضياء الشمس زینة السلطنة بنت محمد معدّل الملك.